# Tom Sharpe
Pour les articles homonymes, voir Sharpe.
Œuvres principales
- Wilt (1976)

Tom Sharpe, le 30 mars 1928 né à Londres et mort le 6 juin 2013 à Palafrugell en Espagne est un écrivain satirique britannique. Depuis son roman Wilt (1976), il est reconnu comme l'un des plus grands humoristes anglais de son époque. Il a reçu le Grand prix de l'humour noir en 1986, pour l'ensemble de son œuvre. Ses romans ont été traduits en de nombreuses langues (principalement en français).

## Biographie
Son père était un pasteur unitarien rigide, qui officiait à Croydon et dont Sharpe n'aime évoquer ni le souvenir, ni les sympathies d'extrême droite. Il lit beaucoup, mais n'ayant pas l'autorisation de lire des bandes dessinées, ni même des livres pour la jeunesse, il se plonge dans Walter Scott, Melville et Robert Graves. Il rêve de devenir poète.
Après des études secondaires dans une école privée, Lancing College, il entre à l'université de Cambridge comme résident de Pembroke College ; il fait son service militaire dans les fusiliers marins où il côtoie des jeunes britanniques de milieux défavorisés, ce qui élargit considérablement son vocabulaire et selon lui, le « purge » de tout snobisme. En 1951, il décide de s'installer en Afrique du Sud d'où sa mère est originaire.
Il travaille dans le township de Soweto où son travail consiste à sortir les malades en phase terminale de l'hôpital pour les ramener mourir chez eux (il donne sa démission en 1952). Effaré par ce qu'il observe autour de lui (il compare Soweto aux camps de concentration nazis), écœuré par les remarques racistes qu'il entend proférer dans les milieux blancs, il achète une caméra et commence à collectionner les images sur la vie quotidienne des populations noires d'Afrique du Sud. Il écrit des pièces de théâtre contre l'apartheid qui sont censurées en Afrique du Sud. Une seule, South Africa, est jouée à Londres mais fait un « four ». Il enseigne dans la province du Natal. En 1957, il ouvre un studio photographique mais il est expulsé d'Afrique du Sud en 1961 pour sa prise de position contre le régime de l'apartheid. Lorsqu'il fait plus tard une demande de visa pour les États-Unis, il découvre que les services secrets l'ont étiqueté « communiste ». Le côté à la fois tragique et ubuesque de ce séjour en Afrique du Sud lui inspire deux romans : Mêlée ouverte au Zoulouland et Outrage public à la pudeur. Les romans connaissent un grand succès. L'écrivain Stephen King note alors que Sharpe a un fond sombre qui le place dans la grande tradition des satiristes anglais,.
De 1963 à 1972, il donne des cours d’histoire dans un institut technique, le College of Art and Technology du Cambridgeshire. Cette expérience lui inspire une série de cinq romans dont le héros, Henry Wilt, apparaît tout d’abord comme maître auxiliaire dans l'enseignement technique. Tom Sharpe s'était installé en Catalogne.

## Son œuvre

### Thèmes
Dans des œuvres au style percutant et iconoclaste, Tom Sharpe propose une critique violente de la société sud-africaine de l'apartheid (Mêlée ouverte au Zoulouland, Outrage public à la pudeur), et du Royaume-Uni thatcherien puis blairien, en visant tout particulièrement le snobisme anglais (Quelle famille !), les extrémistes politiques de tous bords, la bureaucratie, le monde littéraire (La Grande poursuite), l'institution enseignante (la série Wilt, Le Cru de la Comtesse), les banquiers de la City (Fumiers et Cie), la police (Fumiers et Cie), le système de santé public et la guerre en Irak (Wilt in Nowhere, 2004) et la bêtise en général. Sharpe parodie souvent la langue et le style de certains auteurs communément associés au groupe social qu'il tourne en ridicule. Il aime placer ses personnages dans des situations abracadabrantes, à base de quiproquos, sans aucun souci de vraisemblance.
L'humour féroce de Tom Sharpe incite certains critiques à le comparer à des humoristes britanniques tels que P.G. Wodehouse et d'Evelyn Waugh, quoique Sharpe aime à préciser : « Waugh et Wodehouse maniaient la rapière, moi je travaille au coupe-coupe ».

### Les romans
- Mêlée ouverte au Zoulouland et Outrage public à la pudeur sont deux romans situés en Afrique du Sud. Tom Sharpe dépeint des personnages profondément racistes et conservateurs. L'opposition entre Anglais, snobs et grotesques, et Afrikaners, stupides et violents, est au cœur de l'intrigue, l'apartheid servant de toile de fond.

- Dans Quelle famille, un lord milliardaire et pervers déteste sa famille : ses deux fils, un général de brigade en retraite, un juge qui ignore le mot "innocent", une vieille fille arrogante et rusée.

- Avec La route sanglante du jardinier Blott, Sharpe mêle complot immobilier véreux et mœurs sexuelles diverses et débridées, pour aboutir implacablement à un final des plus explosifs.

- Porterhouse est un vénérable collège de Cambridge, à l'usage de la gentry, qui compense la faiblesse de son enseignement par des diplômes monnayables. Un nouveau principal parachuté par Londres décide de mettre un peu d'ordre. Dans Panique à Porterhouse, une pléthore de personnages loufoques et affublés des pires tares provoque des intrigues et des imbroglios qui mêlent chantage, vengeance, kidnapping, tentative d'assassinat et autres péripéties...

- Dans Fumiers et Cie, Timothy Bright, Golden Boy inepte, licencié à la suite de la crise boursière de 1990, se retrouve abandonné de tous. Sous la menace, il accepte de servir de courrier à une organisation criminelle qui veut se venger de son oncle, un juge particulièrement sévère. Mais, à la suite d'un concours de circonstances, il perd l'argent et la drogue dont il est chargé et se trouve instrumentalisé dans le conflit qui oppose une vieille fille redoutable, Miss Midden, au chef corrompu de la police d'un comté anglais.

- Dans Wilt 1 : comment se sortir d'une poupée gonflable et de beaucoup d'autres ennuis encore, Wilt, la quarantaine, désenchanté par son métier de professeur, marié depuis trop longtemps à une femme frustrée, cherche le moyen de se débarrasser d'elle. Mais l'arrivée d'une riche voisine, adepte des jeux du sexe, va plonger la famille Wilt dans une kyrielle d'événements des plus inattendus. Dans Comment se débarrasser d'un crocodile, de terroristes et d'une jeune fille au pair, Wilt est maintenant directeur de la culture générale dans sa faculté. Sans autorité réelle, il affronte les fantasmes de quelques extrémistes politiques alors qu'il héberge une jeune fille au pair qui s'avère être une terroriste.

## Postérité
Selon Robert McCrum, des humoristes comme Howard Jacobson ou Nigel Williams (en) témoignent de l'influence de Tom Sharpe.

## Œuvre

### Romans
- Mêlée ouverte au Zoulouland (Riotous Assembly, 1971). Paris : Éd. du Sorbier, 1986.
- Outrage public à la pudeur (Indecent Exposure, 1973). Paris : Éd. du Sorbier, 1987.
- La Route sanglante du jardinier Blott (Blott on the Landscape, 1975). Paris : Luneau Ascot, 1985.
- La Grande Poursuite (The Great Pursuit, 1977). Paris : Luneau Ascot, 1984.
- Le Bâtard récalcitrant (The Throwback, 1978). Paris : Éd. Ramsay-de Cortanze, 1990.
- Quelle famille ! (Ancestral Vices, 1980). Paris : la Bougie du sapeur, 1991.
- Le Cru de la Comtesse (Vintage Stuff, 1983). Paris : Luneau Ascot, 1987  (ISBN 978-2-903-15772-2).
- Fumiers et Cie (The Midden, 1996). Paris : Belfond, 1997  (ISBN 978-2-264-02789-4).
- Le Gang des mégères inapprivoisées ou Comment kidnapper un mari quand on n'a rien pour plaire. Paris : Belfond, 2010  (ISBN 978-2-714-44610-7).

### Romans de la série «Porterhouse»
- Porterhouse ou la Vie de collège (Porterhouse Blue, 1974). Paris : Éd. du Sorbier, 1984.
- Panique à Porterhouse (Grantchester Grind, 1995). Paris : Belfond, 1998.

### Romans de la série «Wilt»
1. Wilt 1 ou Comment se sortir d'une poupée gonflable et de beaucoup d'autres ennuis encore (Puppenmord, 1976). Paris : Éd. du Sorbier, 1982.
2. Wilt 2 ou Comment se débarrasser d'un crocodile, de terroristes et d'une jeune fille au pair (The Wilt Alternative, 1979). Paris : Éditions du Sorbier, 1983.
3. Wilt prend son pied (Wilt on High, 1985). Paris : Luneau Ascot, 1986.
4. Wilt 4 ou Comment échapper à sa femme et ses quadruplées en épousant une théorie marxiste (Wilt in Nowhere, 2004). Paris : Belfond, 2005.
5. Wilt 5 ou Comment enseigner l'histoire à un ado dégénéré en repoussant les assauts d'une nymphomane alcoolique (The Wilt Inheritance, 2010). Paris : Belfond, 2012.

## Adaptations

### Bandes dessinées
- Wilt. 1 / adaptation et scénario André-Paul Duchâteau ; ill. Yves Urbain. Bruxelles : Claude Lefrancq, 1990, 48 p. (BD écrivains).  (ISBN 2-871-53023-8)
- Wilt. 2 / adaptation et scénario André-Paul Duchâteau ; ill. Yves Urbain. Bruxelles : Claude Lefrancq, 1991, 48 p. (BD écrivains).  (ISBN 2-871-53044-0).

### Films
- 1989 : adaptation de Wilt ou Comment se sortir d'une poupée gonflable et de beaucoup d'autres ennuis encore, par Michael Tuchner.
- 1992 : Sexes faibles !, du réalisateur Serge Meynard d'après La Route sanglante du jardinier Blott.